# Hungenberg (Gößweinstein)
Hungenberg ist ein Gemeindeteil des Marktes Gößweinstein im Landkreis Forchheim (Oberfranken, Bayern).

## Geografie
Das Dorf liegt in der Wiesentalb etwa drei Kilometer nordnordwestlich des Ortszentrums von Gößweinstein auf einer Höhe von 448 m ü. NHN.

## Geschichte
Bis zum Beginn des 19. Jahrhunderts unterstand Hungenberg der Landeshoheit des Hochstifts Bamberg und lag damals im Vogteibezirk des Amtes Waischenfeld, dem in seiner Funktion als Vogteiamt die Dorf- und Gemeindeherrschaft zustand. Auch die Hochgerichtsbarkeit wurde von diesem Amt ausgeübt, dies in seiner Rolle als Centamt. Als das Hochstift Bamberg infolge des Reichsdeputationshauptschlusses 1802/03 säkularisiert und unter Bruch der Reichsverfassung vom Kurfürstentum Pfalz-Baiern annektiert wurde, wurde Hungenberg ein Bestandteil der während der „napoleonischen Flurbereinigung“ gewaltsam in Besitz genommenen neubayerischen Gebiete.
Durch die Verwaltungsreformen zu Beginn des 19. Jahrhunderts im Königreich Bayern wurde Hungenberg mit dem Zweiten Gemeindeedikt im Jahr 1818 zu einem Gemeindeteil der Ruralgemeinde Unterailsfeld. Im Zuge der Gebietsreform in Bayern wurde Hungenberg zusammen mit der Gemeinde Unterailsfeld zu Beginn des Jahres 1972 in den Markt Gößweinstein eingegliedert. 2019 hatte Hungenberg 59 Einwohner.

## Verkehr
Eine von Unterailsfeld kommende Gemeindeverbindungsstraße durchquert Hungenberg und führt weiter nach Kohlstein. Vom ÖPNV wird das Dorf an einer Haltestelle der Buslinie 232 des VGN bedient. Der nächstgelegene Bahnhof befindet sich in Ebermannstadt, es ist der kommerzielle Endbahnhof der Wiesenttalbahn.